# Ingolf Pfahl
Ingolf Pfahl (* 26. März 1958) ist ein ehemaliger deutscher Fußballspieler und jetziger Fußballtrainer.

## Laufbahn
Ingolf Pfahl begann seine Fußball-Laufbahn im Alter von 11 Jahren mit seinem Bruder Jens Pfahl bei der BSG Lokomotive Riesa unter DHfK-Trainer Rudolf Schneider und wurde drei Jahre später zur BSG Stahl Riesa delegiert. Bis 1986 bestritt der Mittelfeldspieler in der Oberliga für Stahl Riesa insgesamt 91 Spiele, in denen er drei Treffer erzielte. Die Zeit im Männerbereich bei Stahl Riesa war durch permanenten Abstiegskampf geprägt und in zwei Spielzeiten (1981/82 und 1982/83) war die Mannschaft nur in der zweithöchsten Spielklasse vertreten. Parallel dazu studierte Pfahl bereits seit 1979 im Direktstudium Sport an der DHfK in Leipzig.
1986 wurde Pfahl zur BSG Stahl Brandenburg delegiert, die sich in der Vorsaison überraschend für den UEFA-Pokal qualifiziert hatte. In Brandenburg konnte sich Pfahl bis 1989 neben Christoph Ringk, Eberhard Janotta und Jens Pahlke sofort als Stammspieler etablieren. Gegen den Coleraine FC und den späteren UEFA-Cup-Sieger IFK Göteborg bestritt er insgesamt vier Europapokalpartien. Auf nationaler Ebene agierte Pfahl für Stahl Brandenburg in 71 Spielen (3 Tore), beste Platzierung war in der Spielzeit 1987/88 ein vierter Rang.
In der Saisonvorschau des Fachblattes fuwo für die Spielzeit 1989/90 erschien Ingolf Pfahl bei Stahl Brandenburg als einziger Abgang mit dem Hinweis „aktive Laufbahn beendet, jetzt Nachwuchstrainer.“ 1990 tauchte er nach insgesamt 162 Einsätzen in der Oberliga mit sechs Treffern jedoch wieder in der zweitklassigen Liga im Aufgebot des FSV Lok Altmark Stendal auf. Dort blieb Pfahl bis 1994 aktiv und erneut schien seine Karriere vor ihrem Ende zu stehen. Sein ehemaliger Mitspieler Christoph Ringk überredete ihn jedoch, noch zwei Jahre – darunter ein Spieljahr in der neu geschaffenen Regionalliga – als Libero beim Stahl-Nachfolger BSV Brandenburg auszuhelfen.
Im Anschluss fungierte er als Trainer bei der SG Rot-Weiß Brandenburg, SV Blau-Weiss Damsdorf und dann sechs Jahre bei der SG Lokomotive Brandenburg, bevor er bei der zweiten Vertretung des FC Stahl Brandenburg II, SV Kloster Lehnin und 2012/13 beim BSC Rathenow 1994 tätig war. Nach einer Auszeit übernahm er 2014 den SV Ziesar, den er aber wegen ausbleibendem Erfolg im April 2016 wieder verließ. Im Januar 2017 wurde er erneut Trainer bei der SG Lokomotive Brandenburg.